# ルイス・キッド・カプラン

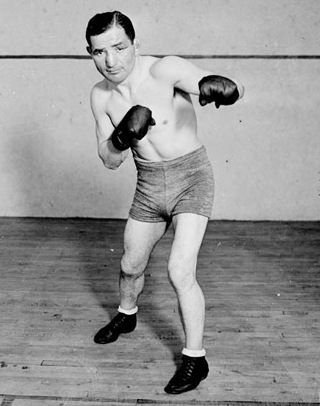

ルイス・“キッド”・カプラン（Louis "Kid" Kaplan、1901年10月15日 - 1970年10月26日）は、帝政ロシアのキエフ（現ウクライナ領）出身の1920年代のプロボクサー。元世界フェザー級チャンピオン。ロシアが生んだ初の世界チャンピオン。

## 略歴
ユダヤ系。1925年1月2日、ダニー・クラマーとの王座決定戦に9回KOで勝利、世界フェザー級世界王者となる。ベイブ・ハーマンを相手に2度の王座防衛に成功後、ライト級転向のため王座を返上した。

## 通算戦績
132戦102勝（17KO）13敗10引分け7無判定